# Una primavera de perros
Una primavera de perros, título original en italiano Non è stagione, es la sexta novela publicada por el escritor italiano Antonio Manzini, y la tercera de la serie protagonizada por el subjefe de policía Rocco Schiavone.
En Italia fue publicada por Sellerio Editore en 2015. En España la primera publicación es de Salamandra Black, colección de Ediciones Salamandra, en 2016, traducida por Regina López y Julia Osuna.

## Argumento
Ha llegado mayo a Aosta y con el nuevo mes parece que el tiempo mejora, lo que satisface a Rocco. Pero pronto se irá todo al garete: un accidente de tráfico sospechoso viene a importunar al policía. Una camioneta se ha estrellado, dejando dos víctimas mortales, y aunque uno de los hombres era el dueño del vehículo, circulaba con una matrícula robada. Este hecho hace sospechar a los policías, pero todo se agravará cuando sepan del secuestro de una chica.
Chiara Berguet ha desaparecido. Su padre es dueño de una constructora relativamente importante y todo apunta a un móvil económico, pero no está demasiado claro. Rocco deberá lidiar con este asunto, al parecer relacionado además con el accidente de tráfico, con la supuesta aparición de la mafia en Aosta, y con la visita de una amiga de Roma (pareja de uno de sus íntimos) que quiere quedarse en su casa a pasar unos días. Todo ello mientras aclara sus relaciones con dos mujeres, Nora y Anna.
Y encima empieza a nevar.

## Personajes

### Rocco Schiavone
Subjefe de la policía. Gran investigador, pero totalmente indisciplinado, corrupto, fumador de marihuana y, a ratos, verdaderamente desagradable, aunque en el fondo no es mala persona.

### Otros personajes
- Italo Perron y Caterina Rispoli: agente e inspectora de policía. Son los colaboradores más cercanos a Rocco y casi en los únicos que confía.

- Carlo Figus y Viorelo Midea: Fallecidos en accidente de tráfico.

- Domenico Cuntrera alias "Mimmo": Dueña de la pizzería donde trabajaba Viorelo Midea.

- Chiara Berguet: Joven secuestrada.

- Max, Giovanna y Alberto: Pareja de Chiara y amigos. Estuvieron con ella antes de su desaparición.

- Pietro y Giuliana Berguet: Padres de Chiara. Pietro es el propietario de la constructora Edil.ber.

- Marcello Berguet: Hermano y socio de Pietro. Trabaja en el instituto como profesor.

- Cristiano Cerruti: Vicepresidente de Edil.ber y mano derecha de Pietro Berguet.

- Carlo Cutri y Michele Diemoz: Dueños de la tienda Chiquiviesos.

- Enzo Baiocchi: Preso fugado.

- Anna: Amante de Rocco. Amiga de la anterior amante de Rocco, Nora.

- Maurizio Baldi: Juez encargado del caso.

- Alberto Fumagalli: Forense y amigo de Rocco.

- Sebastiano Cecchetti: Amigo de la infancia de Rocco y delincuente.

- Adele: Amiga de Rocco y pareja de Sebastiano.

- Luca Farinelli: Jefe de la policía científica.

- Andrea Corsi: Jefe superior de policía.

- Agente Antonio Scipioni: policía a cargo de Schiavone y al que éste califica como de los buenos, junto con Perron y Rispoli.

- Agentes Daruta, D'Intino y Casella: policías a cargo de Schiavone, bastante incompetentes.

## Adaptaciones
La novela fue adaptada en el cuarto episodio de la primera temporada de la serie Rocco (serie televisiva).